# Prosopocera alboampliata
Prosopocera alboampliata là một loài bọ cánh cứng trong họ Cerambycidae.